# Feminismo na França
O feminismo na França surgiu em meados do século XIX como uma linha de pensamento e a partir dos movimentos feministas, muito antes que personalidades se preocupassem com a igualdade entre homens e mulheres. Várias correntes coexistiram e divergências ainda existem, mesmo que o objetivo seja o mesmo, a igualdade total. O feminismo na França pode ser dividido em três ondas: primeira onda do feminismo, desde a Revolução Francesa até a Terceira República, que se preocupava principalmente com o sufrágio e os direitos cívicos das mulheres. Contribuições significativas vieram de movimentos revolucionários da Revolução Francesa de 1848 e da Comuna de Paris, culminando em 1944 quando as mulheres ganharam o direito de votar.
A segunda onda do feminismo começou na década de 1940 como uma reavaliação do papel das mulheres na sociedade, reconciliando o tratamento inferior dado às mulheres na sociedade, apesar de seu status político ostensivamente igual ao dos homens. Criada por teóricas como Simone de Beauvoir, a segunda onda do feminismo foi uma corrente importante dentro da turbulência social que antecedeu e se seguiu aos eventos de maio de 1968 na França. Os objetivos políticos incluíam a garantia de maior autonomia corporal para as mulheres por meio de maior acesso ao aborto e controle de natalidade.
Desde os anos 2000, a terceira onda do feminismo continua o legado da segunda onda enquanto adiciona elementos do feminismo pós-colonial, abordando os direitos das mulheres em conjunto com outros discursos em curso, particularmente aqueles em torno do racismo.

## Primeiros passos

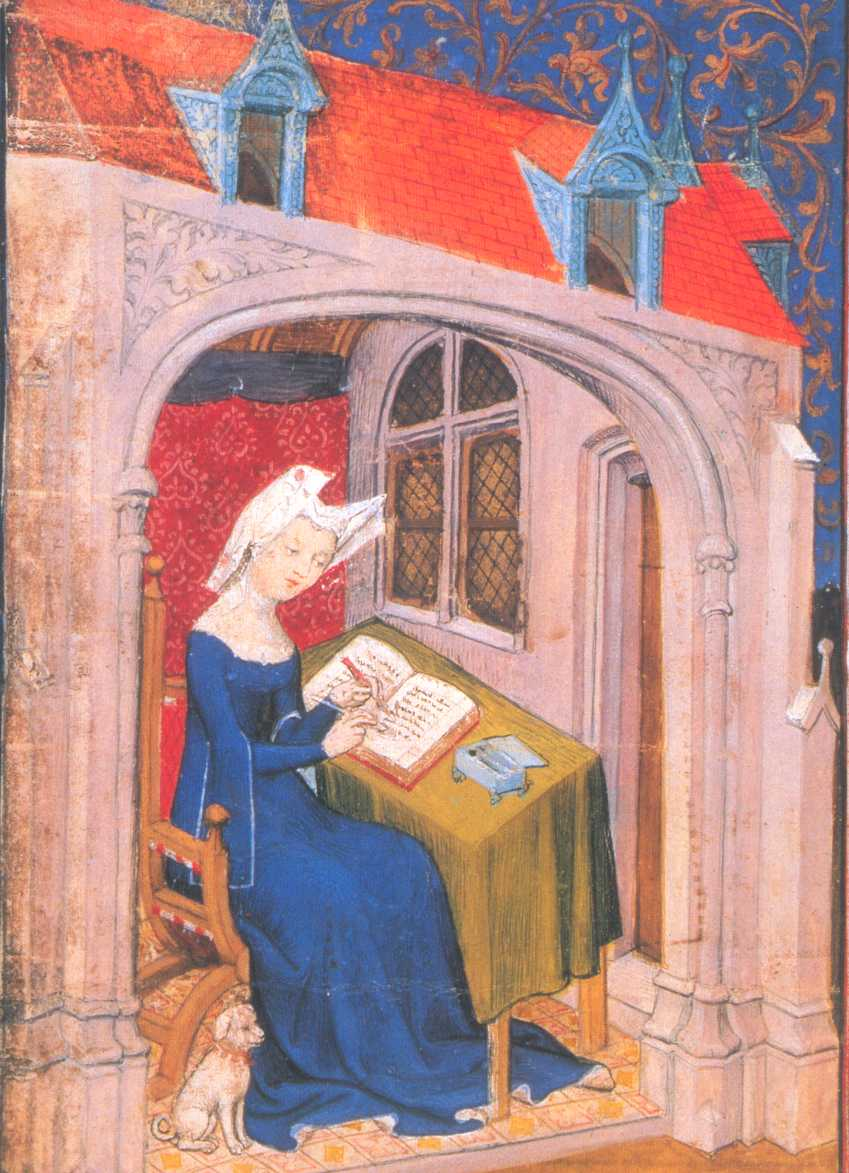
Cristina de Pisano escrevendo em seu quarto (1407)

Cristina de Pisano, autora de O Livro da Cidade de Senhoras e  O Tesouro da Cidade das Senhoras, aparece nos escritos de Simone de Beauvoir como a primeira mulher a denunciar a misoginia. No século XVII, outros autores, tais como Marie de Gournay ou François Poullain de La Barre, juntaram-se a causa. A principal demanda era o acesso das meninas à educação, mas esta luta levou muito tempo para dar frutos. A educação de meninas era realizada por freiras e na maioria das vezes se limitava a ensinar catecismo e leitura enquanto a escrita era negligenciada.

### Período revolucionário
A Revolução Francesa foi um período em que os direitos das mulheres foram muito debatidos. Na convocação dos Estados Gerais, as mulheres e freiras nobres poderiam ser representadas pela ordem a qual pertenciam. Já as mulheres do povo, a partir da escritos dos Cahiers de Doléances, exigiam a melhoria de sua condição, da qual o direito à educação vinha primeiro.

#### O Marquês de Condorcet
O Marquês de Condorcet foi um dos primeiros defensores da igualdade entre homens e mulheres e, já em 1787, ele afirmava, em Lettres d’un bourgeois de New Haven à un citoyen de Virginie, a igualdade entre homens e mulheres. Durante a Revolução, ele propôs, em um artigo no Journal de la Société de 1789: Sobre a admissão das mulheres ao direito de cidadania, publicado em 3 de julho de 1790, conceder o direito de voto às mulheres.

#### Olympe de Gouges
Na França, em 1791, Olympe de Gouges redigiu a Declaração dos Direitos da Mulher e da Cidadã e exigiu que devolvêssemos às mulheres os direitos naturais que o preconceito havia tirado delas. A sua luta não se limitou à política e preconiza também a criação de maternidades que permitam às mulheres dar à luz em melhores condições. Ela imaginou um sistema de proteção materno-infantil e campanhas pela abolição do casamento religioso, que seria então substituído por um contrato de parceria civil. Suas opiniões políticas trouxeram-na para mais perto dos girondinos e, durante o expurgo organizado pelos montanheses, sua Declaração dos Direitos da Mulher e da Cidadã, não foi aprovada e ela foi guilhotinada em 1793.

## Primeira onda do feminismo

### Origens até 1914

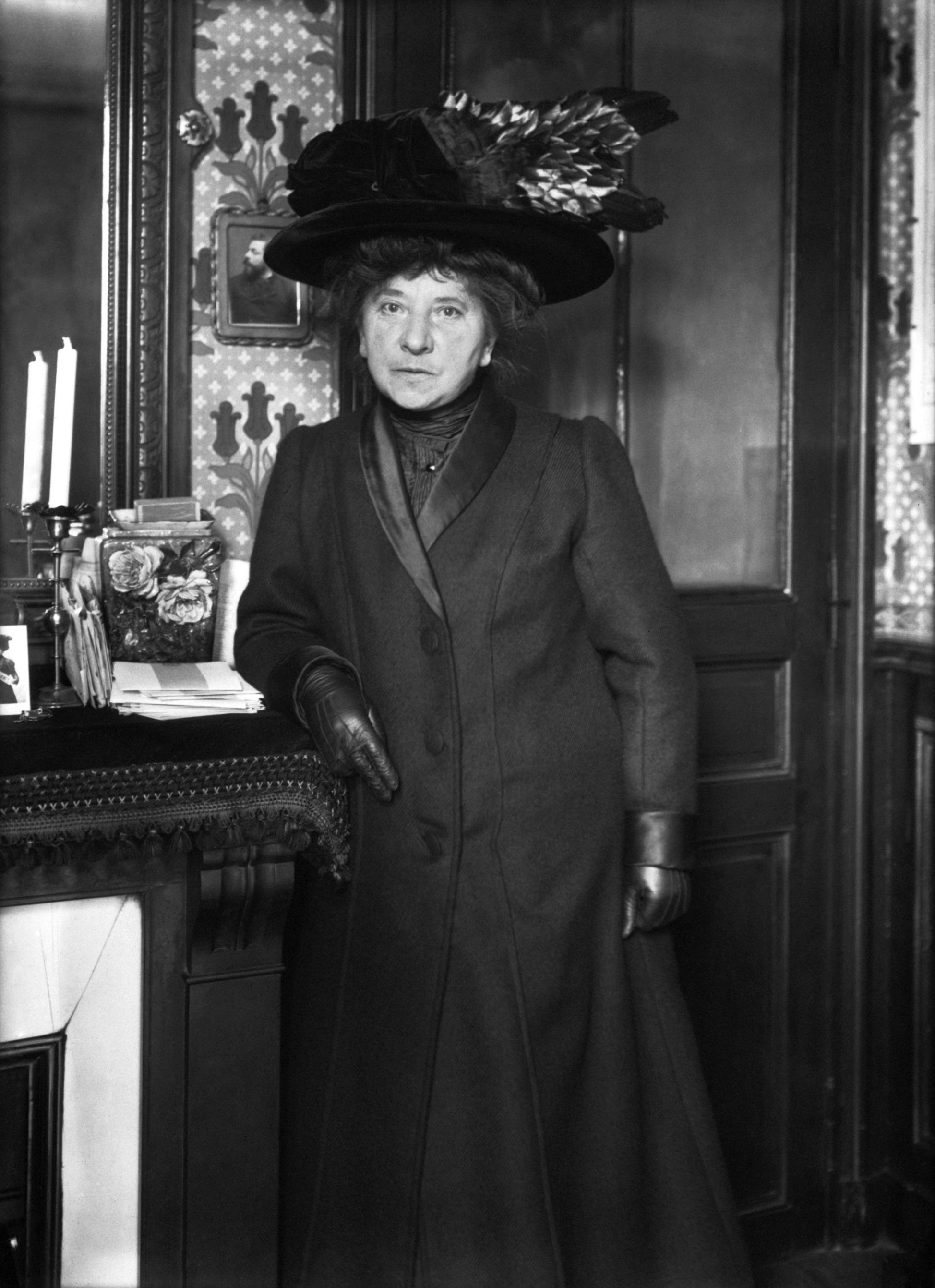
Hubertine Auclert em 1910

As primeiras feministas francesas surgiram após a década de 1860. André Léo, pseudônimo de Victoire Léodile Béra, aproveita a relativa liberdade promovida pelo Segundo Império Francês em seus primórdios para publicar obras dedicadas à igualdade de gênero. Em 1866, criou a "Associação para o Aperfeiçoamento do Ensino Feminino" e em 1868 publicou um texto em defesa da igualdade dos sexos que deu origem ao primeiro grupo feminista francês. Outras mulheres também defenderam a ideia da libertação feminina, como Julie Daubié, a primeira mulher a obter o bacharelado em 1861, Paule Minck, Amélie Bosquet, Adèle Esquiros, entre outras. Toda essa reflexão se reflete na criação de jornais como Le Droit des Femmes (Os Direitos das Mulheres) de Léon Richer em 1869 e associações como a “Sociedade pela Reivindicação dos Direitos Civis das Mulheres” de André Léo também em 1869. Os vários movimentos para a melhoria da condição da mulher nem sempre coincidem no que é essencial. Alguns promoviam a educação de meninas, enquanto outros exigiam igualdade civil acima de tudo.
Em 1878, foi realizado o primeiro Congresso Internacional dos Direitos da Mulher, que focou principalmente no aprimoramento da legislação na vida cotidiana (direito do trabalho, reconhecimento do trabalho doméstico, etc.) e não se tratou dos direitos políticos. Além de uma minoria da qual Hubertine Auclert fez parte, ninguém clamou pela igualdade completa de homens e mulheres. Se os socialistas nos primeiros tempos da República apoiaram esta ideia, rapidamente a esqueceram após o Congresso do Havre em 1880. O final do século XIX foi um período de melhorias limitadas no estatuto da mulher, cujos papéis eram limitados aos de esposa e mãe; foi também marcado pelo nascimento de grupos feministas cujo objetivo era a igualdade total. A maioria das feministas defendiam uma estratégia a longo prazo com uma progressão contínua dos direitos. Neste movimento moderado encontram-se a "Sociedade para a Melhoria do Estatuto da Mulher" fundada em 1878 e presidida por Maria Deraismes e a "Liga Francesa pelos Direitos das Mulheres" fundada em 1882 por Léon Richer. No entanto, algumas mulheres eram muito mais virulentas, como Hubertine Auclert, que defendia uma greve fiscal e procurava inscrever mulheres nas listas eleitorais. Em 14 de julho de 1881, ela organizou a primeira manifestação feminista, opondo-se à Tomada da Bastilha e à recusa de conceder direitos às mulheres. É também ela que dá à palavra feminismo o seu significado atual da luta para melhorar o estatuto da mulher. Na verdade, até então a palavra era ou um termo médico usado para designar os sujeitos do sexo masculino cujo desenvolvimento da virilidade parou, ou, segundo Alexandre Dumas, filho, um termo pejorativo.
Na década de 1890, o número de associações feministas aumentou; cada um com diferentes sensibilidades. Em 1891, a Fédération Française des Sociétés Féministes foi criada para reuni-las. Essas associações intensificavam ações para desenvolver os direitos das mulheres e, em particular, os direitos civis. Isto nem sempre foi do agrado das feministas radicais. Diante dessas demandas, os poderes constituídos concederam novos direitos, como o direito ao divórcio, mas constantemente tentaram mandar as mulheres "de volta para casa". Assim, em 1889, o “Congresso Internacional dos Direitos da Mulher” foi rebatizado de “Congresso das Obras e Instituições Femininas” e a presidência foi ocupada por um homem, Jules Simon. Para enfrentar isso, as feministas, em junho de 1889, sob a liderança de Léon Richer e Maria Deraismes, organizaram o Congresso dos Direitos da Mulher. Outras feministas compartilharam esse ponto de vista, como Marguerite Durand. Ela criou o jornal La Fronde para apresentar ações feministas.
Assim, o feminismo francês foi dividido entre organizações calmas e movimentos radicais. Os primeiros cooperam com o poder existente, enquanto os segundos criticam a fraqueza desse tipo de movimento. Um exemplo é a criação, em abril de 1901, do Conselho Nacional das Mulheres Francesas marcado pelo protestantismo. No início, o conselho não era feminista, mas evoluiu gradativamente e, em 190, existiam 102 organizações, reunindo 73 000 membros. Feministas acabaram assumindo o controle e em 1909 o conselho cria a União Francesa pelo Sufrágio Feminino, que visou criar um partido feminista. A União também estava próxima aos movimentos da temperança: Jeanne Schmahl, a sua fundadora, e Cécile Brunschvicg, que se tornou subsecretária de Estado no governo Blum e chefiou a União de 1924 a 1946, foi também membro da Liga para a Restauração da Moral Pública, que lutou contra a pornografia (entendida num sentido muito amplo), a prostituição e o alcoolismo. 
O número de membros da União cresceu rapidamente de 6 000 em 1912 para 12 000 em 1914. No entanto, o conselho foi fortemente criticado por feministas como Madeleine Pelletier e Hubertine Auclert, que o critica por seus laços com a igreja protestante e sua pusilanimidade. Esta época de ouro do feminismo também foi marcada pela circulação de muitos jornais como o La Suffragiste de Madeleine Pelletier em que todos os temas (direito de voto, assédio sexual, etc.) eram abordados.

### De 1914 a 1945
Durante a Primeira Guerra Mundial, as organizações de mulheres uniram-se esmagadoramente ao esforço de guerra e puseram de lado as suas exigências eleitorais. Apesar desta submissão e da evolução do lugar das mulheres que substituram os homens que iam para a frente de batalha, a lei e as mentalidades mudaram pouco. A mulher deve ficar em casa e se submeter ao marido.

## “Feminismo francês”

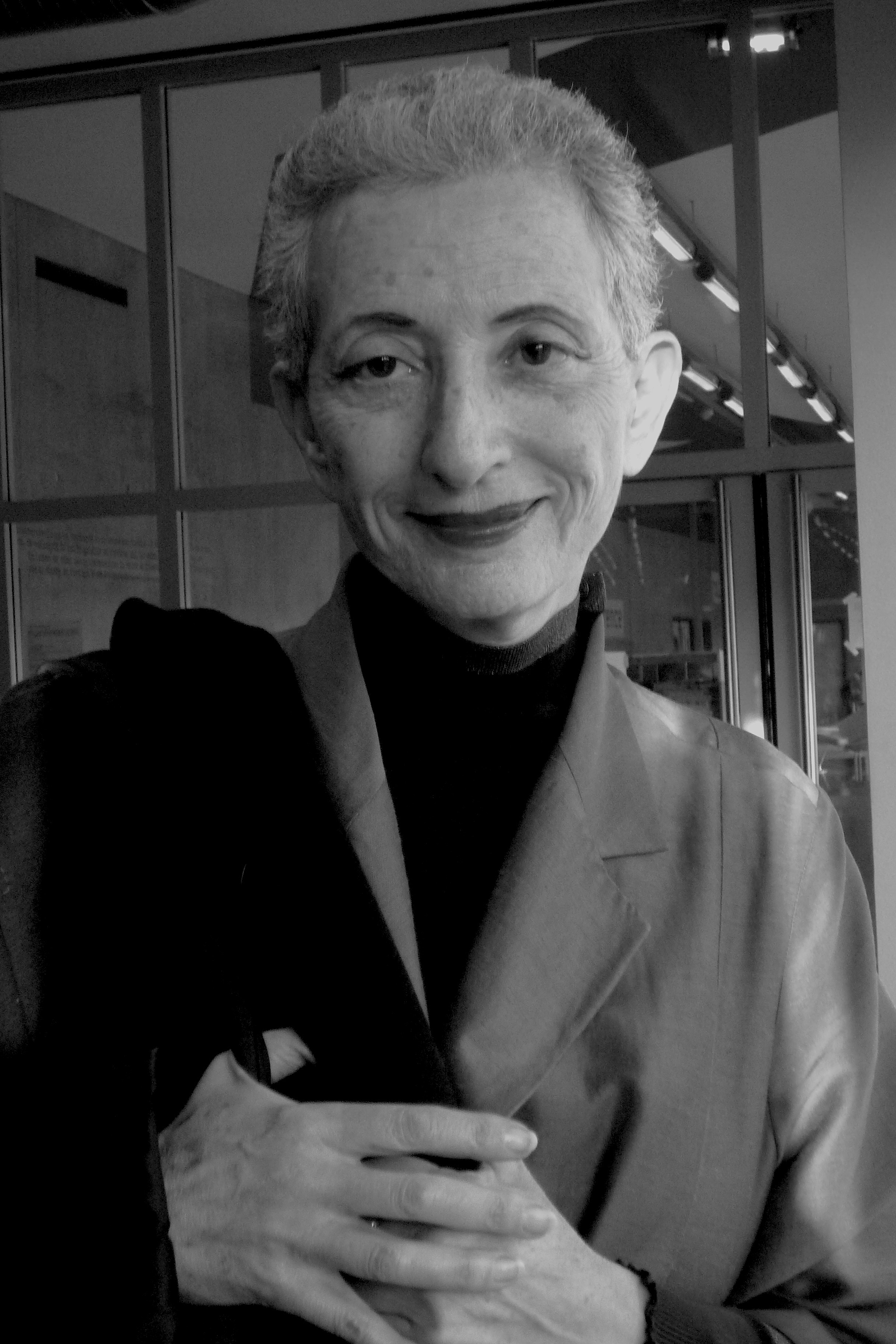
Hélène Cixous

No mundo anglófono, o termo “feminismo francês” se refere a um ramo de teorias e filosofias por e sobre mulheres que surgiram nas décadas de 1970 a 1990. Essas ideias correram paralelamente e às vezes em contradição com o movimento feminista político na França, mas são frequentemente referidas como teoria feminista francesa, distinguindo-se por uma abordagem que é mais filosófica e literária. Seus escritos tendem a ser efusivos e metafóricos, sendo menos preocupados com a doutrina política e geralmente focados em teorias do “corpo” . O termo inclui escritores que não são franceses, mas que trabalharam substancialmente na França e na tradição francesa.
Na década de 1970, escritoras francesas desenvolveram o conceito de écriture féminine (escrita feminina). Hélène Cixous argumenta que a escrita e a filosofia são falocêntricas e, juntamente com outras feministas francesas, como Luce Irigaray, enfatizam a "escrita do corpo" como um exercício subversivo. O trabalho da psicanalista e filósofa Julia Kristeva influenciou a teoria feminista em geral e a crítica literária feminista em particular. A partir da década de 1980, o trabalho da artista e psicanalista Bracha Ettinger influenciou a crítica literária, a história da arte e a teoria do cinema.

Através de seu próprio conceito de feminismo francês, acadêmicos americanos separaram e ignoraram as feministas autoidentificadas e concentram-se nas teóricas associadas ao grupo Psych et po e acadêmicas que nem sempre se identificavam como feministas. Essa divisão acabou dando mais importância às teorias das “feministas francesas” do que à agenda política e aos objetivos que grupos feministas radicais do MLF tinham na época.